# Rajd Serras de Fafe 2023
Rajd Serras de Fafe e Felgueiras 2023 (36. Rally Serras de Fafe, Felgueiras, Boticas, Vieira do Minho e Cabeceiras de Basto) – 36. edycja rajdu samochodowego Rally Serras de Fafe e Felgueiras rozgrywanego w Portugalii od 10 do 12 marca 2023 roku. Była to pierwsza runda Rajdowych Mistrzostw Europy w roku 2023. Rajd został rozegrany na nawierzchni szutrowej.

## Lista startowa
Poniższa lista startowa obejmuje tylko zawodników startujących i zgłoszonych do rywalizacji w kategorii ERC w najwyższej grupie Rally 2.
| Samochód               | Zespół                           | Kierowca            | Pilot                  |
| ---------------------- | -------------------------------- | ------------------- | ---------------------- |
| Citroën C3 Rally2      | Bilteknik TRT Citroën Rally Team | Tom Kristensson     | Andreas Johansson      |
| Citroën C3 Rally2      | MRF Tyres Dealer Team            | Mads Ostberg        | Patrik Barth           |
| Citroën C3 Rally2      | CHL Sport Auto                   | Yoann Bonato        | Benjamin Boulloud      |
| Citroën C3 Rally2      | Citroën Vodafone Team            | Jose Pedro Fontes   | Inês Ponte             |
| Citroën C3 Rally2      | RS Team                          | Rachele Somaschini  | Nicola Arena           |
| Citroën C3 Rally2      | Sports & You                     | Bernardo Sousa      | Victor Calado          |
| Ford Fiesta Rally2     | RedGrey Team                     | Robert Virves       | Hugo Magalhães         |
| Ford Fiesta Rally2     | MRF Tyres Dealer Team            | Pontus Tidemand     | Julia Thulin           |
| Ford Fiesta Rally2     | Racing 4 You                     | Lucas Simões        | Nuno Almeida           |
| Ford Fiesta Rally2     | Plon Rally Team                  | Jarosław Kołtun     | Ireneusz Pleskot       |
| Hyundai i20 N Rally2   | BRC Racing Team                  | Hayden Paddon       | John Kennard           |
| Hyundai i20 N Rally2   | Team Hyundai Portugal            | Craig Breen         | James Fulton           |
| Hyundai i20 N Rally2   | Team Hyundai Portugal            | Ricardo Teodósio    | José Teixeira          |
| Hyundai i20 N Rally2   | Team Hyundai Portugal            | Pedro Meireles      | Pedro Alves            |
| Hyundai i20 N Rally2   | Motorsport Ireland Rally Academy | Josh McErlean       | Brian Hoy              |
| Hyundai i20 N Rally2   | PCRS Rallysport                  | Philip Allen        | Dale Bowen             |
| Hyundai i20 N Rally2   | RedGrey Team                     | Georg Linnamäe      | James Morgan           |
| Hyundai i20 N Rally2   | Racing Network                   | Andrea Nucita       | Elia De Guio           |
| Hyundai i20 N Rally2   | Hyundai Motorsport N             | Fabrizio Zaldivar   | Marcelo Der Ohanessian |
| Škoda Fabia RS Rally2  | Team MRF Tyres                   | Efrén Llarena       | Sara Fernández         |
| Škoda Fabia RS Rally2  | Team MRF Tyres                   | Martiņš Sesks       | Renārs Francis         |
| Škoda Fabia RS Rally2  | Eurosol Racing Team Hungary      | Simon Wagner        | Gerald Winter          |
| Škoda Fabia RS Rally2  | Yacco ACCR Team                  | Erik Cais           | Igor Bacigál           |
| Škoda Fabia RS Rally2  | Sports Racing Technologies       | Mikołaj Marczyk     | Szymon Gospodarczyk    |
| Škoda Fabia Rally2 evo | Keane Motorsport                 | Simone Tempestini   | Sergio Itu             |
| Škoda Fabia Rally2 evo | Keane Motorsport                 | Bogdan Cuzma        | Ilka Minor             |
| Škoda Fabia Rally2 evo | Team MRF Tyres                   | Simone Campedelli   | Tania Canton           |
| Škoda Fabia Rally2 evo | MRF Tyres Dealer Team            | Andrea Mabellini    | Virginia Lenzi         |
| Škoda Fabia Rally2 evo | Delta Rally                      | Alberto Battistolli | Simone Scattolin       |
| Škoda Fabia Rally2 evo | The Racing Factory               | Armindo Araujo      | Luis Ramalho           |
| Škoda Fabia Rally2 evo | The Racing Factory               | Mikko Heikkilä      | Samu Vaaleri           |
| Škoda Fabia Rally2 evo | ACCR Entry Engineering           | Filip Mareš         | Radovan Bucha          |
| Škoda Fabia Rally2 evo | Tehase Auto                      | Gregor Jeets        | Timo Taniel            |
| Škoda Fabia Rally2 evo | AMD Motorsport                   | Mathieu Franceschi  | Jules Escartefigue     |
| Škoda Fabia Rally2 evo | ARC Sport                        | Miguel Correia      | Jorge Carvalho         |
| Škoda Fabia Rally2 evo | Topp-Cars Rally Team             | Martin László       | Dávid Berendi          |
| Škoda Fabia Rally2 evo | GR Motorsport Kft.               | Miklós Csomós       | Attila Nagy            |
| Škoda Fabia Rally2 evo | M Tech Solution                  | Matthieu Margaillan | Mathilde Margaillan    |
| Škoda Fabia Rally2 evo | Mapo Motorsport                  | Pedro Almeida       | Mário Castro           |
| Škoda Fabia R5         | Motorsport Ireland Rally Academy | Patrick O'Brien     | Stephen O'Brien        |

## Zwycięzcy odcinków specjalnych[3]
| Dzień  | Numer odcinka | Nazwa odcinka               | Długość  | Zwycięzca odcinka | Samochód               | Czas             | Lider rajdu      |
| ------ | ------------- | --------------------------- | -------- | ----------------- | ---------------------- | ---------------- | ---------------- |
| 10.III | OS1           | SSS Fafe                    | 1,43 km  | Ricardo Teodósio  | Hyundai i20 N Rally2   | 1:27.9           | Ricardo Teodósio |
| 11.III | OS2           | Boticas / Vale do Tâmega 1  | 9,64 km  | Mads Østberg      | Citroën C3 Rally2      | 7:25.8           | Mads Østberg     |
| 11.III | OS3           | Boticas / Senhor do Monte   | 15,05 km | Craig Breen       | Hyundai i20 N Rally2   | 11:16.4          | Mikko Heikkilä   |
| 11.III | OS4           | Cabeceiras de Basto 1       | 10,84 km | Mads Østberg      | Citroën C3 Rally2      | 7:05.3           | Mads Østberg     |
| 11.III | OS5           | Vieira do Minho 1           | 11,76 km | Odcinek odwołany  | Odcinek odwołany       | Odcinek odwołany | Mads Østberg     |
| 11.III | OS6           | Boticas / Vale do Tâmega 2  | 9,64 km  | Craig Breen       | Hyundai i20 N Rally2   | 7:07.3           | Craig Breen      |
| 11.III | OS7           | Boticas / Senhor do Monte 2 | 15,05 km | Mikko Heikkilä    | Škoda Fabia Rally2 evo | 11:21.9          | Mikko Heikkilä   |
| 11.III | OS8           | Cabeceiras de Basto 2       | 10,84 km | Odcinek odwołany  | Odcinek odwołany       | Odcinek odwołany | Mikko Heikkilä   |
| 11.III | OS9           | Vieira do Minho 2           | 11,76 km | Odcinek odwołany  | Odcinek odwołany       | Odcinek odwołany | Mikko Heikkilä   |
| 12.III | OS10          | Luílhas 1                   | 8,09 km  | Hayden Paddon     | Hyundai i20 N Rally2   | 5:30.1           | Mikko Heikkilä   |
| 12.III | OS11          | Seixoso 1                   | 9,97 km  | Craig Breen       | Hyundai i20 N Rally2   | 6:47.5           | Mikko Heikkilä   |
| 12.III | OS12          | Santa Quitéria 1            | 9,18 km  | Craig Breen       | Hyundai i20 N Rally2   | 6:11.6           | Mikko Heikkilä   |
| 12.III | OS13          | Lameirinha 1                | 14,90 km | Craig Breen       | Hyundai i20 N Rally2   | 9:36.8           | Mikko Heikkilä   |
| 12.III | OS14          | Luílhas 2                   | 8,09 km  | Mārtiņš Sesks     | Škoda Fabia RS Rally2  | 5:26.3           | Mikko Heikkilä   |
| 12.III | OS15          | Seixoso 2                   | 9,97 km  | Robert Virves     | Ford Fiesta Rally2     | 6:36.3           | Mikko Heikkilä   |
| 12.III | OS16          | Santa Quitéria 2            | 9,18 km  | Robert Virves     | Ford Fiesta Rally2     | 6:08.5           | Mikko Heikkilä   |
| 12.III | OS17          | Lameirinha 2                | 14,90 km | Craig Breen       | Hyundai i20 N Rally2   | 9:23.1           | Hayden Paddon    |

## Power Stage - OS17[4]
| Miejsce | Kierowca       | Pilot          | Samochód              | Zespół                | Czas/strata | Pkt |
| ------- | -------------- | -------------- | --------------------- | --------------------- | ----------- | --- |
| 1       | Craig Breen    | James Fulton   | Hyundai i20 N Rally2  | Team Hyundai Portugal | 9:23.1      | 5   |
| 2       | Hayden Paddon  | John Kennard   | Hyundai i20 N Rally2  | BRC Racing Team       | +0.6        | 4   |
| 3       | Georg Linnamäe | James Morgan   | Hyundai i20 N Rally2  | RedGrey Team          | +2.9        | 3   |
| 4       | Robert Virves  | Hugo Magalhães | Ford Fiesta Rally2    | RedGrey Team          | +4.3        | 2   |
| 5       | Mārtiņš Sesks  | Renārs Francis | Škoda Fabia RS Rally2 | Team MRF Tyres        | +5.2        | 1   |

## Wyniki końcowe rajdu
W klasyfikacji generalnej dodatkowe punkty przyznawane są za odcinek Power Stage.
| Poz.                         | Kierowca                     | Pilot                        | Samochód                     | Zaspół                           | Czas                         | Strata                       | Punkty                       |
| Klasyfikacja generalna i ERC | Klasyfikacja generalna i ERC | Klasyfikacja generalna i ERC | Klasyfikacja generalna i ERC | Klasyfikacja generalna i ERC     | Klasyfikacja generalna i ERC | Klasyfikacja generalna i ERC | Klasyfikacja generalna i ERC |
| ---------------------------- | ---------------------------- | ---------------------------- | ---------------------------- | -------------------------------- | ---------------------------- | ---------------------------- | ---------------------------- |
| 1.                           | Hayden Paddon                | John Kennard                 | Hyundai i20 N Rally2         | BRC Racing Team                  | 1:42:21.4                    | 0.0                          | 30+4                         |
| 2.                           | Mads Østberg                 | Patrik Barth                 | Citroën C3 Rally2            | MRF Tyres Dealer Team            | 1:42:32.1                    | +10.7                        | 24                           |
| 3.                           | Georg Linnamäe               | James Morgan                 | Hyundai i20 N Rally2         | RedGrey Team                     | 1:42:48.9                    | +27.5                        | 21+3                         |
| 4.                           | Mikołaj Marczyk              | Szymon Gospodarczyk          | Škoda Fabia RS Rally2        | Mikołaj Marczyk                  | 1:43:34.8                    | +1:13.4                      | 19                           |
| 5.                           | Yoann Bonato                 | Benjamin Boulloud            | Citroën C3 Rally2            | Yoann Bonato                     | 1:44:33.2                    | +2:11.8                      | 17                           |
| 6.                           | Craig Breen                  | James Fulton                 | Hyundai i20 N Rally2         | Team Hyundai Portugal            | 1:44:41.0                    | +2:19.6                      | 15+5                         |
| 7.                           | Efrén Llarena                | Sara Fernández               | Škoda Fabia RS Rally2        | Team MRF Tyres                   | 1:44:43.3                    | +2:21.9                      | 13                           |
| 8.                           | Mikko Heikkilä               | Samu Vaaleri                 | Škoda Fabia Rally2 evo       | Mikko Heikkilä                   | 1:45:02.8                    | +2:41.4                      | 11                           |
| 9.                           | Tom Kristensson              | Andreas Johansson            | Citroën C3 Rally2            | Bilteknik TRT Citroën Rally Team | 1:45:05.0                    | +2:43.6                      | 9                            |
| 10.                          | Miklós Csomós                | Attila Nagy                  | Škoda Fabia Rally2 evo       | GR Motorsport Kft.               | 1:45:10.9                    | +2:49.5                      | 7                            |
| 11.                          | Simone Tempestini            | Sergiu Itu                   | Škoda Fabia Rally2 evo       | Simone Tempestini                | 1:45:19.8                    | +2:58.5                      | 5                            |
| 12.                          | Mārtiņš Sesks                | Renārs Francis               | Škoda Fabia RS Rally2        | Team MRF Tyres                   | 1:45:39.6                    | +3:18.3                      | 4+1                          |
| 13.                          | Pontus Tidemand              | Julia Thulin                 | Ford Fiesta Rally2           | MRF Tyres Dealer Team            | 1:45:53.5                    | +3:32.2                      | 3                            |
| 14.                          | Mathieu Franceschi           | Jules Escartefigue           | Škoda Fabia Rally2 evo       | Mathieu Franceschi               | 1:46:06.4                    | +3:45.1                      | 2                            |
| 15.                          | Miguel Correia               | Jorge Eduardo Carvalho       | Škoda Fabia Rally2 evo       | Miguel Correia                   | 1:46:16.5                    | +3:55.2                      | 1                            |
| 16.                          | Robert Virves                | Hugo Magalhães               | Ford Fiesta Rally2           | RedGrey Team                     | 1:46:33.9                    | +4:12.6                      | 0+1                          |

## Klasyfikacja ERC po 1 rundzie
Punkty w klasyfikacji generalnej ERC otrzymuje 15 pierwszych zawodników, którzy uczestniczą w programie ERC i w ukończą wyścig, punktowanie odbywa się według klucza:
| Miejsce2 | 1  | 2  | 3  | 4  | 5  | 6  | 7  | 8  | 9 | 10 | 11 | 12 | 13 | 14 | 15 |
| Punkty   | 30 | 24 | 21 | 19 | 17 | 15 | 13 | 11 | 9 | 7  | 5  | 4  | 3  | 2  | 1  |

Dodatkowo punktowany jest ostatni odcinek rajdu, tzw. Power Stage, według klucza 5-4-3-2-1. W tabeli podano, które miejsce zajął zawodnik w rajdzie, a w indeksie górnym które miejsce zajął na Power Stage. 
| Poz | Kierowca           | POR | ESP | POL | LAT | SWE | ITA | CZE | HUN | Punkty |
| --- | ------------------ | --- | --- | --- | --- | --- | --- | --- | --- | ------ |
| 1   | Hayden Paddon      | 12  |     |     |     |     |     |     |     | 34     |
| 2   | Mads Østberg       | 2   |     |     |     |     |     |     |     | 24     |
| 3   | Georg Linnamäe     | 3   |     |     |     |     |     |     |     | 24     |
| 4   | Craig Breen        | 61  |     |     |     |     |     |     |     | 20     |
| 5   | Mikołaj Marczyk    | 4   |     |     |     |     |     |     |     | 19     |
| 6   | Yoann Bonato       | 5   |     |     |     |     |     |     |     | 17     |
| 7   | Efrén Llarena      | 7   |     |     |     |     |     |     |     | 13     |
| 8   | Mikko Heikkilä     | 8   |     |     |     |     |     |     |     | 11     |
| 9   | Tom Kristensson    | 9   |     |     |     |     |     |     |     | 9      |
| 10  | Miklós Csomós      | 10  |     |     |     |     |     |     |     | 7      |
| 11  | Simone Tempestini  | 11  |     |     |     |     |     |     |     | 5      |
| 12  | Mārtiņš Sesks      | 125 |     |     |     |     |     |     |     | 5      |
| 13  | Pontus Tidemand    | 13  |     |     |     |     |     |     |     | 3      |
| 14  | Mathieu Franceschi | 14  |     |     |     |     |     |     |     | 2      |
| 15  | Robert Virves      | 164 |     |     |     |     |     |     |     | 2      |
| 16  | Miguel Correia     | 15  |     |     |     |     |     |     |     | 1      |

| Kolor     | Opis                   |
| --------- | ---------------------- |
| Złoty     | Zwycięzca              |
| Srebrny   | 2. miejsce             |
| Brązowy   | 3. miejsce             |
| Zielony   | Punktowane miejsce     |
| Niebieski | Ukończył nie punktował |
| Fioletowy | Nie ukończył NU        |
| Czarny    | Wykluczony X           |
| Biały     | Nie wystartował NW     |
| Puste     | Nie brał udziału       |